# Rabo-espinhoso-de-böhm
Rabo-espinhoso-de-böhm, andorinhão-de-böhm ou rabo-espinhoso-morcego (Neafrapus boehmi) é uma espécie de andorinhão da família Apodidae.
Pode ser encontrada nos seguintes países: Angola, Botswana, República Democrática do Congo, Quénia, Malawi, Moçambique, Namíbia, Somália, África do Sul, Tanzânia, Zâmbia e Zimbabwe.